# Hideo Hashimoto
Hideo Hashimoto (født 21. maj 1979) er en japansk fodboldspiller.

## Japans fodboldlandshold
| Japans landshold | Japans landshold | Japans landshold |
| År               | Kmp              | Mål              |
| ---------------- | ---------------- | ---------------- |
| 2007             | 4                | 0                |
| 2008             | 2                | 0                |
| 2009             | 7                | 0                |
| 2010             | 2                | 0                |
| Total            | 15               | 0                |